# マイ・ノーマル
『マイ・ノーマル』（英: My Normal）は、2009年に製作されたアメリカ合衆国の映画。日本では、2010年9月4日に第5回関西 Queer Film Festivalにて日本で初上映された。

## キャスト
- ナタリー：ニコル・ラリベルテ
- ノア：タイ・ジョーンズ
- ジャスミン：ドーン・ノエル・ピグヌオラ
- メラニー
- オマール：アブダル・マリク・アボット
- ジム：ヒース・ケルツ